# Xã Blackwater, Quận McLean, Bắc Dakota
Xã Blackwater (tiếng Anh: Blackwater Township) là một xã thuộc quận McLean, tiểu bang Bắc Dakota, Hoa Kỳ. Năm 2010, dân số của xã này là 27 người.